# Хорган, Шимус Патрик
Шимус Патрик Хорган (ирл. Séamus Patrick Horgan; род. 31 августа 1969, Эннис, Ирландия) — ирландский прелат и ватиканский дипломат. Титулярный архиепископ Ард-Срата с 14 мая 2024. Апостольский нунций в Южном Судане с 14 мая 2024.